# Craig Morgan
Pour les articles homonymes, voir Craig Morgan (homonymie) et Morgan.
Pas d'image ? Cliquez ici

a Compétitions nationales et continentales officielles uniquement.

b Matchs officiels uniquement.
Dernière mise à jour le 29 janvier 2024.
Craig Morgan, né le 26 septembre 1978 à Pontypridd (pays de Galles), est un joueur gallois de rugby à XV, évoluant aux postes d'arrière et d'ailier. Il joue avec l'équipe du pays de Galles entre 2002 et 2005. 

## Carrière

### Club
Craig Morgan commence sa carrière avec le Cardiff RFC, puis rejoint les Cardiff Blues en 2003, avant de s'engager avec Bristol en 2006. Après deux saisons, il retourne jouer au niveau amateur pour Cardiff RFC en 2008, puis termine sa carrière avec Merthyr RFC.

### En équipe nationale
Craig Morgan obtient sa première cape internationale avec le pays de Galles le 3 février 2002 contre l'équipe d'Irlande. Il dispute le Tournoi en 2002 et 2003.

## Palmarès
- 10 sélections avec le pays de Galles
- 15 points
- 3 essais
- Sélections par année : 8 en 2002, 1 en 2003, 1 en 2005
- Tournois des Six Nations disputés : 2002, 2003